# Phylica comptonii
Phylica comptonii är en brakvedsväxtart som beskrevs av Neville Stuart Pillans. Phylica comptonii ingår i släktet Phylica och familjen brakvedsväxter. Inga underarter finns listade i Catalogue of Life.